# Крістіано Лупателлі
Крістіано Лупателлі (італ. Cristiano Lupatelli, нар. 21 червня 1978, Перуджа) — італійський футболіст, воротар клубу «Фіорентина».
Також виступав за низку інших італійських клубів та молодіжну збірну Італії. Чемпіон Італії у складі «Роми».

## Клубна кар'єра
Народився 21 червня 1978 року в місті Перуджа. Вихованець футбольної школи клубу «Андрія». Дорослу футбольну кар'єру розпочав 1998 року в основній команді того ж клубу, в якій провів один сезон, взявши участь у 25 матчах чемпіонату Серії B.
Своєю грою у другому дивізіоні молодий голкіпер привернув увагу представників тренерського штабу столичної «Роми», до складу якої приєднався 1999 року. Відіграв за «вовків» наступні два сезони, протягом яких був резервним голкіпером команди, зокрема у чемпіонському для римлян сезоні 2000–01 відстояв у воротах команди у 8 іграх чемпіонату.
Влітку 2001 року веронський «К'єво», який намагався підсилити склад команди перед своїм дебютним сезоном у вищому дивізіоні італійського футболу, запросив Лупателлі до своєї команди. У «К'єво» він був основним воротарем протягом двох сезонів, аж поки 2003 року не повернувся до «Роми», де став дублером Івана Періццолі і протягом наступного сезону жодної гри у складі головної команди клубу не провів.
Влітку 2004 року Лупателлі на правах вільного агента перейшов до «Фіорентини», де відразу ж витіснив з основного складу аргентинця Себастьяна Сехаса і протягом сезону 2004–05 був основним голкіпером флорентійців. Проте вже з наступного сезону у складі «фіалок» з'явився французький воротар Себастьян Фрей, тож Лупатеооі було віддано в оренду спочатку до «Парми», а за півроку до «Палермо». Після завершення останньої оренди повернувся до «Фіорентини», де перебував до завершення контракту з клубом як резервний голкіпер.
У вересні 2008 року став дублером Федеріко Маркетті у «Кальярі», до якого прийшов як вільний агент. Провівшу у «Кальярі» за наступні два роки лише 6 ігор, у 2010 перейшов до «Болоньї», а ще за рік став гравцем «Дженоа». В обох цих командах був запасним голкіпером.
Влітку 2012 року вчергове став вільним агентом і в такому статусі знову приєднався до «Фіорентини», у команді якої програє конкуренцію навіть за місце резервного воротаря і вкрай рідко потрапляє до заявки на матчі.

## Виступи за збірну
Протягом 1999—2000 років залучався до складу молодіжної збірної Італії. На молодіжному рівні зіграв у 2 офіційних матчах, пропустив 3 голи.

## Статистика виступів

### Статистика клубних виступів
| Сезон                  | Команда                | Чемпіонат              | Чемпіонат | Чемпіонат | Національний кубок | Національний кубок | Національний кубок | Єврокубки | Єврокубки | Єврокубки | Інші змагання | Інші змагання | Інші змагання | Усього | Усього | Усього |
| Сезон                  | Команда                | Ліга                   | Ігор      | Голів     | Ліга               | Ігор               | Голів              | Ліга      | Ігор      | Голів     | Ліга          | Ігор          | Голів         | Ігор   | Голів  |        |
| ---------------------- | ---------------------- | ---------------------- | --------- | --------- | ------------------ | ------------------ | ------------------ | --------- | --------- | --------- | ------------- | ------------- | ------------- | ------ | ------ | ------ |
| 1998–99                | «Андрія»               | B                      | 25        | -28       | КІ                 | 0                  | -0                 | -         | -         | -         | -             | -             | -             | 25     | -28    |        |
| 1999–00                | «Рома»                 | A                      | 4         | -3        | КІ                 | 0                  | -0                 | -         | -         | -         | -             | -             | -             | 4      | -3     |        |
| 2000–01                | «Рома»                 | A                      | 8         | -5        | КІ                 | 0                  | -0                 | КУЄФА     | 2         | -0        | -             | -             | -             | 10     | -5     |        |
| 2001–02                | «К'єво»                | A                      | 33        | -52       | КІ                 | 2                  | -1                 | -         | -         | -         | -             | -             | -             | 35     | -53    |        |
| 2002–03                | «К'єво»                | A                      | 26        | -28       | КІ                 | 2                  | -1                 | КУЄФА     | 2         | -2        | -             | -             | -             | 30     | -31    |        |
| Усього за «К'єво»      | Усього за «К'єво»      | Усього за «К'єво»      | 59        | -80       |                    | 4                  | -2                 |           | 2         | -2        |               | -             | -             | 65     | -84    |        |
| 2003–04                | «Рома»                 | A                      | 0         | -0        | КІ                 | 0                  | -0                 | КУЄФА     | 0         | -0        | -             | -             | -             | 0      | -0     |        |
| Усього за «Рому»       | Усього за «Рому»       | Усього за «Рому»       | 12        | -8        |                    | 0                  | -0                 |           | 2         | -0        |               | -             | -             | 14     | -8     |        |
| 2004–05                | «Фіорентина»           | A                      | 30        | -34       | КІ                 | 5                  | -4                 | -         | -         | -         | -             | -             | -             | 35     | -38    |        |
| 2005-січ. 2006         | «Парма»                | A                      | 8         | -15       | КІ                 | 3                  | -1                 | -         | -         | -         | -             | -             | -             | 11     | -16    |        |
| січ.-черв. 2006        | «Палермо»              | A                      | 5         | -10       | КІ                 | 0                  | -0                 | КУЄФА     | 0         | -0        | -             | -             | -             | 5      | -10    |        |
| 2006–07                | «Фіорентина»           | A                      | 0         | -0        | КІ                 | 0                  | -0                 | -         | -         | -         | -             | -             | -             | 0      | -0     |        |
| 2007–08                | «Фіорентина»           | A                      | 2         | -3        | КІ                 | 3                  | -3                 | КУЄФА     | 1         | -1        | -             | -             | -             | 6      | -7     |        |
| 2008–09                | «Кальярі»              | A                      | 3         | -9        | КІ                 | 1                  | -4                 | -         | -         | -         | -             | -             | -             | 4      | -13    |        |
| 2009–10                | «Кальярі»              | A                      | 2         | -4        | КІ                 | 0                  | -0                 | -         | -         | -         | -             | -             | -             | 2      | -4     |        |
| Усього за «Кальярі»    | Усього за «Кальярі»    | Усього за «Кальярі»    | 5         | -13       |                    | 1                  | -4                 |           | -         | -         |               | -             | -             | 6      | -17    |        |
| 2010–11                | «Болонья»              | A                      | 1         | -0        | КІ                 | 3                  | -4                 | -         | -         | -         | -             | -             | -             | 4      | -4     |        |
| 2011–12                | «Дженоа»               | A                      | 0         | -0        | КІ                 | 2                  | -4                 | -         | -         | -         | -             | -             | -             | 2      | -4     |        |
| 2012–13                | «Фіорентина»           | A                      | 1         | -1        | КІ                 | 0                  | -0                 | -         | -         | -         | -             | -             | -             | 1      | -1     |        |
| 2013–14                | «Фіорентина»           | A                      | 0         | -0        | КІ                 | 0                  | -0                 | ЛЄ        | -         | -         | -             | -             | -             | 0      | -0     |        |
| 2014–15                | «Фіорентина»           | A                      | 0         | -0        | КІ                 | 0                  | -0                 | ЛЄ        | -         | -         | -             | -             | -             | 0      | -0     |        |
| Усього за «Фіорентину» | Усього за «Фіорентину» | Усього за «Фіорентину» | 33        | -38       |                    | 8                  | -7                 |           | 1         | -1        |               | -             | -             | 42     | -46    |        |
| Усього за кар'єру      | Усього за кар'єру      | Усього за кар'єру      | 148       | –2        |                    | 21                 | -22                |           | 5         | -3        |               | -             | -             | 174    | -214   |        |

## Титули і досягнення
- Чемпіон Італії (1):

«Рома»: 2000–01